# NGC 6578
NGC 6578 – mgławica planetarna znajdująca się w konstelacji Strzelca. Została odkryta 18 sierpnia 1882 roku przez Edwarda Pickeringa. Mgławica ta jest odległa około 7800 lat świetlnych od Ziemi.